# Dębice (Maszewo)
Dębice (deutsch Eichenwalde) ist ein Dorf in der polnischen Woiwodschaft Westpommern. Es gehört zur Gmina Maszewo (Gemeinde Massow) im Powiat Goleniowski (Gollnower Kreis).

## Geographische Lage
Dębice liegt in Hinterpommern, etwa 6,5 Kilometer nordöstlich von Maszewo (Massow), 21 Kilometer östlich von Goleniów (Gollnow)  und 38 Kilometer östlich von Stettin (Szczecin).

## Geschichte
Die Ortschaft gehörte in  älterer Zeit zu einem Gutsbezirk, zu dem außer Groß-Benz auch Klein-Benz  und  das Rittergut Faulen-Benz (älterer Ortsname: Vulenbenze) sowie der zugehörige Amtsbezirk Faulenbenz gehörten. Am 28. November 1884  wurde Faulenbenz auf Antrag des Rittergutsbesitzers Carl Heller in Eichenwalde umbenannt, so dass der  Amtsbezirk fortan Amtsbezirk Eichenwalde hieß.
Um 1780 hatte der Gutsbezirk zum Saatziger Kreis gehört.
Archäologische Funde  belegen, dass die Gemarkung von Eichenwalde bereits in ältester Zeit  besiedelt war.  Einem Reisebericht des Bischofs und Missionars Otto von Bamberg ist zu entnehmen, dass er  im Jahr 1124 an diesem Ort taufte und wohl auch 1125 hier anwesend war. Nach ihm ist der auf der Gemarkung vorhandene 1,5 Meter breite und zwei Meter tiefe Otto-Brunnen benannt, den er zur Taufe benutzt haben soll.
Um 1930 hatte die Gemarkung der Gemeinde Eichenwalde eine Flächengröße von 11,6 km². Auf der Gemarkung gab es zwei Wohnorte mit insgesamt 76 Wohngebäuden:
1. Benzrode
2. Eichenwalde

Im Jahr 1925 wurden 503 Einwohner gezählt, die auf 106 Haushaltungen verteilt waren.
Vor 1945 gehörte Eichenwalde  zum Landkreis Naugard im Regierungsbezirk Stettin der Provinz Pommern.
Gegen Ende des Zweiten Weltkriegs versuchten die Einwohner, vor der heranrückenden Roten Armee zu fliehen, was jedoch nicht allen gelang. Nachdem ihr Treck von  sowjetischen Truppen überrollt worden war, wurden viele gezwungen zurückzukehren. Nach Kriegsende wurde Eichenwalde zusammen mit ganz Hinterpommern unter polnische Verwaltung gestellt. Es begann nun die Zuwanderung polnischer Zivilisten. Das deutsche Dorf Eichenwalde wurde in Dębice umbenannt. Die verbliebenen Einwohner wurden am 24. Juni 1945 vertrieben.

## Einwohnerzahlen
| Jahr | Anzahl | Anmerkungen                                |
| ---- | ------ | ------------------------------------------ |
| 1925 | 503    | darunter 502 Evangelische und ein Katholik |
| 1933 | 488    | [ 9 ]                                      |
| 1939 | 474    | [ 9 ]                                      |

## Verkehr
Durch die Gemarkung der Gemeinde verläuft die Wojewodschaftsstraße 106, die von Stargard (Stargard in Pommern) über Kołobrzeg (Kolberg) nach Nowogard (Naugard) führt.

## Im Ort geborene Persönlichkeiten
- Ernst Heller (1877–1964), deutscher Chirurg
- Herbert Ott (1928–1972), deutscher Politiker (LDPD), Abgeordneter der Volkskammer der DDR
- Zdzisław Goral (* 1950), polnischer Militär